# Bdelyrus amazonensis
Bdelyrus amazonensis är en skalbaggsart som beskrevs av Cook 1998. Bdelyrus amazonensis ingår i släktet Bdelyrus och familjen bladhorningar. Inga underarter finns listade.